# 美洲海鸥
美洲海鸥（学名：Larus brachyrhynchus），是鸻形目鸥科的一种鸟类。

## 特征
美洲海鸥体重约412.5克，翼长约351毫米，嘴峰长约47.8毫米，喙宽度约5.5毫米，喙厚度约10.1毫米，跗蹠长约49.4毫米，尾长约133.8毫米。美洲海鸥是候鸟，其栖息在开放的海滩、河口等沿海水域，食性为肉食性。

## 分布
阿拉斯加至哥伦比亚省和萨斯喀彻温省；越冬于加利福尼亚州。